# Stauroderus intermedius
Stauroderus intermedius är en insektsart som beskrevs av Bei-bienko 1926. Stauroderus intermedius ingår i släktet Stauroderus och familjen gräshoppor. Inga underarter finns listade i Catalogue of Life.